# Brangues
 Brangues  es una población y comuna francesa, en la región de Ródano-Alpes, departamento de Isère, en el distrito de La Tour-du-Pin y cantón de Morestel.

## Historia
Un suceso inspiró a Stendhal para su novela el Rojo y el Negro: en julio de 1827 un joven seminarista extrajo dos golpes de pistola sobre la Sra. Michoud, la mujer del alcalde, antes de devolver el arma contra él. Faltó su objetivo y su suicidio. Juzgado en diciembre de 1827, se guillotinó el 23 de febrero de 1828.

## Geografía
El centro del pueblo se desarrolló sobre una eminencia geográfica llamada malecón (un malecón). Este sitio permite a las viviendas protegerse en caso de riada del río Ródano.
Una particularidad distingue el territorio comunal: el antiguo meandro del Saugey es un enclave del departamento Isère en el departamento de Ain.
Hasta el final del siglo XVII, el curso del río formaba un meandro que pasaba la aldea del Saugey. El curso del río se modificó a continuación y adoptó un trazado más directo que separó el Saugey del resto del territorio comunal.

## Demografía
| 395 | 363 | 348 | 369 | 388 | 469 |
| Para los censos de 1962 a 1999 la población legal corresponde a la población sin duplicidades (Fuente: INSEE [Consultar]) |     |     |     |     |     |

## Lugares y monumentos
- Castillo (S2), comprado por el poeta Paul Claudel en 1927; su tumba está en el parque del castillo, con este epitafio del poeta: “ Ici reposent les cendres et la semence de Paul Claudel” (trad. "Aquí descansan las cenizas y la semilla de Paul Claudel").
- Iglesia fechada de 1847 (fue destruida y luego reconstruida tras el suceso que inspiró a Stendhal su novela El rojo y el negro.
- Museo Espacio de Exposición Claudel Stendhal[3] presenta el pueblo de Brangues, Stendhal y el asunto Berthet, así como Paul Claudel y sus últimos años pasados a Brangues.

## Personalidades vinculadas al municipio
- Paul Claudel
- Stendhal: su novela el Rojo y el Negro se inspiran de un suceso del que una gran parte de la historia pasó a Brangues (él mismo Stendhal era originario de Grenoble, y pasaba a menudo en la región de Brangues, en particular, para ver a su hermana a Morestel).